# Trịnh Tự Tài

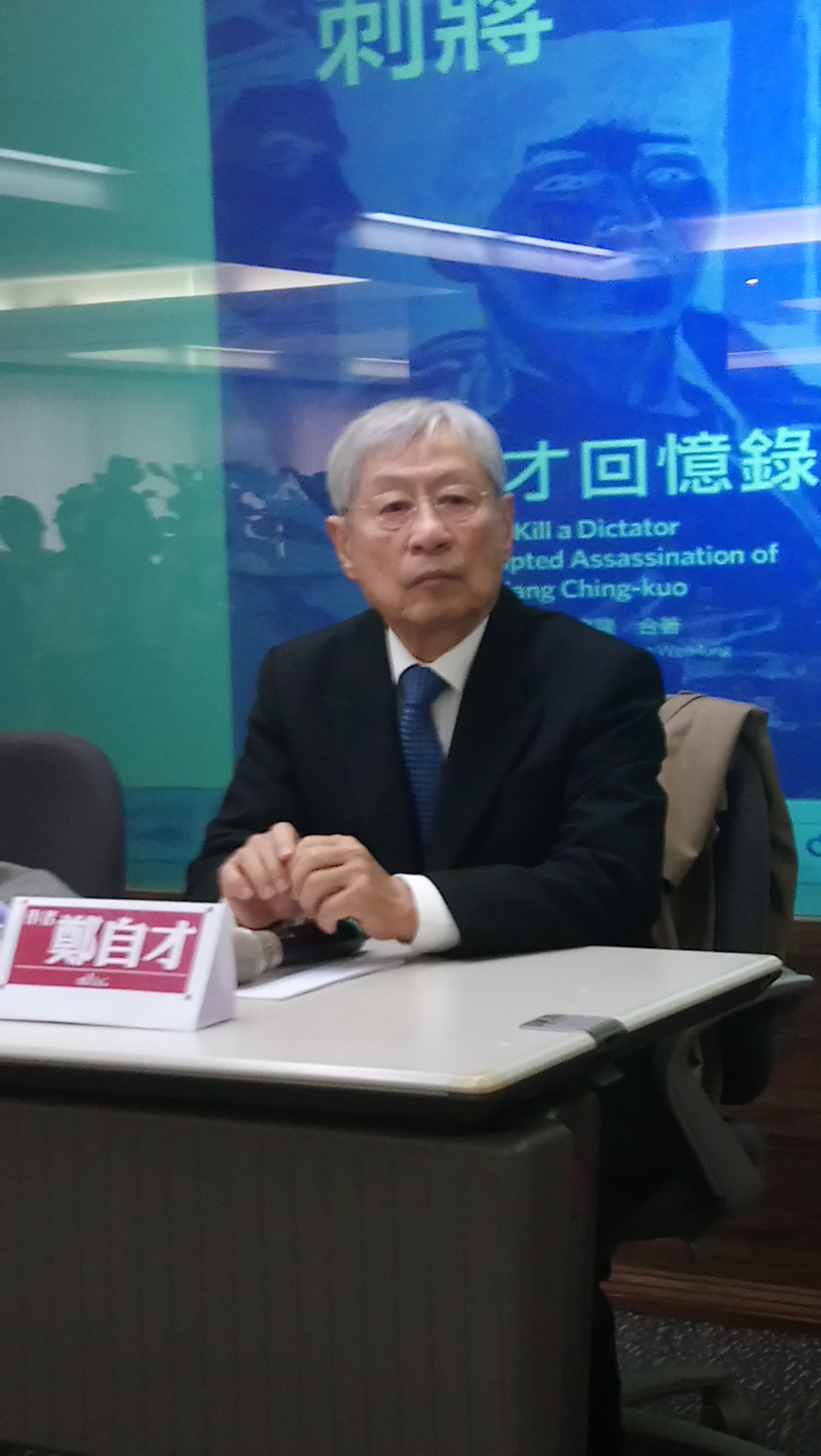
Trịnh Tự Tài

Trịnh Tự Tài (chữ Hán: 鄭自才; sinh ngày 1 tháng 12 năm 1936) là một nhà hoạt động độc lập Đài Loan.